# Sinar Bulan
Sinar Bulan is een bestuurslaag in het regentschap Kaur van de provincie Bengkulu, Indonesië. Sinar Bulan telt 371 inwoners (volkstelling 2010).